# Freinberg
Freinberg település Ausztriában, Felső-Ausztria tartományban, a Schärdingi járásban, területe 20 km².

## Fekvése
Tengerszint feletti magassága 455 méter. Freinberg Passau, Thyrnau, Esternberg és Schardenberg településekkel határos.

## Népesség
Lakosainak száma 1458 fő (2018. január 1.).